# Ян Боррен
Ян Боррен (англ. Jan Borren, 27 вересня 1947) — новозеландський хокеїст на траві.
Учасник Олімпійських Ігор 1968, 1972 років.